# Adam Pardy
Adam Pardy, född 29 mars 1984 i Bonavista, Newfoundland och Labrador, är en kanadensisk professionell ishockeyspelare som spelar för Frölunda HC i SHL. Han har tidigare representerat Winnipeg Jets, Buffalo Sabres, Dallas Stars och Calgary Flames i NHL.
Pardy valdes av Buffalo Sabres som 173:e spelare totalt i 2004 års NHL-draft.
8 januari 2018 skrev han på ett kontrakt med Frölunda HC som sträcker sig säsongen ut. Klubben blir hans första i Europa.

## Statistik

### Klubbkarriär
| 2002–03    | Cape Breton Screaming Eagles | QMJHL      | 7   | 0  | 1  | 1  | 2   | 2  | 0 | 0 | 0 | 0  |
| 2003–04    | Cape Breton Screaming Eagles | QMJHL      | 68  | 4  | 12 | 16 | 137 | 5  | 0 | 1 | 1 | 8  |
| 2004–05    | Cape Breton Screaming Eagles | QMJHL      | 69  | 12 | 27 | 39 | 163 | 5  | 2 | 2 | 4 | 8  |
| 2005–06    | Omaha Ak-Sar-Ben Knights     | AHL        | 24  | 0  | 0  | 0  | 18  | —  | — | — | — | —  |
| 2005–06    | Las Vegas Wranglers          | ECHL       | 41  | 1  | 11 | 12 | 55  | 10 | 2 | 1 | 3 | 12 |
| 2006–07    | Omaha Ak-Sar-Ben Knights     | AHL        | 70  | 2  | 6  | 8  | 60  | 6  | 1 | 1 | 2 | 0  |
| 2007–08    | Quad City Flames             | AHL        | 65  | 5  | 13 | 18 | 67  | —  | — | — | — | —  |
| 2008–09    | Calgary Flames               | NHL        | 60  | 1  | 9  | 10 | 69  | 6  | 0 | 2 | 2 | 5  |
| 2009–10    | Calgary Flames               | NHL        | 57  | 2  | 7  | 9  | 48  | —  | — | — | — | —  |
| 2010–11    | Calgary Flames               | NHL        | 30  | 1  | 6  | 7  | 24  | —  | — | — | — | —  |
| 2011–12    | Texas Stars                  | AHL        | 2   | 0  | 4  | 4  | 2   | —  | — | — | — | —  |
| 2011–12    | Dallas Stars                 | NHL        | 36  | 0  | 3  | 3  | 16  | —  | — | — | — | —  |
| NHL totalt | NHL totalt                   | NHL totalt | 183 | 4  | 25 | 29 | 157 | 6  | 0 | 2 | 2 | 5  |